# Ludovico Colonna
Ludovico Colonna (1390 – Ardea, 12 octobre 1436) est un condottiere italien. Il fut comte de Santa Severina et seigneur d'Ardea . 

## Biographie
Fils naturel de Giovanni Colonna, il fait son apprentissage de condottiere auprès de Braccio da Montone  au service de la reine Jeanne de Naples. 
En 1414, il rejoint avec son père Muzio Attandolo Sforza, alors au service du royaume de Naples, et occupe en vain certains quartiers de Rome gouvernés par les États pontificaux . 
En 1416, à Colfiorito, avec Angelo Tartaglia et Cristoforo da Lavello, il tue perfidement le condottiere Paolo Orsini, puis s'enfuit. L'année suivante, alors qu'il traverse le Trastevere, il est attaqué par un soldat de la famille Orsini qui veut venger l'assassinat de Paolo. Il est sauvé par son père Giovanni, qui périt cependant en tentant de le défendre. 
Les années suivantes, il affronte les États pontificaux et Louis III d'Anjou. En 1421, il combat aux côtés de Braccio da Montone à la solde d'Alphonse d'Aragon contre Muzio Attendolo Sforza qui dirige l'armée du pape. Il passe ensuite au service de la papauté et prend le commandement des troupes pontificales. 
En 1424, il est chargé par le pape Martin V, un Colonna, d'affronter son ancien maître d'armes Braccio da Montone qui assiège L'Aquila et les territoires voisins. Lors du choc final, avec Minicuccio Ugolini, il fait voler la première ligne et, bien que contre-attaqué par Orso Orsini et Pietro Giampaolo Orsini, grâce à l'intervention des troupes de Federico da Matelica, il réussit à l'emporter. L'année suivante, en 1425, le pape l'envoie dans les Marches et en Ombrie pour assister le légat pontifical Pietro Emilio Colonna contre les seigneurs locaux. il chasse Antonio Sanseverino d'Apiro et de San Severino Marche, puis attaque Pérouse.  À la mort de Montone, il transporte triomphalement son corps à Rome.  
Après la mort de Martin V, en 1427, il passe au service du duc de Milan Filippo Maria Visconti pour affronter Carmagnole .Il combat contre les Florentins et les Vénitiens.  Au cours des années suivantes, il participe à des combats en Ligurie et en Toscane, dont la bataille de San Romano en 1432 au cours de laquelle il est vaincu et contraint de fuir. 
En 1435, aligné avec les Aragonais, il participe au siège raté de Gaeta . 
En octobre 1436, son beau-frère Gian Andrea Colonna, incité par les Orsini de Tagliacozzo qui veulent venger le meurtre de Paolo Orsini et en colère pour des raisons liées aux biens de certains fiefs de Giovanna Colonna, sa sœur et épouse de Ludovico, le rejoint à Ardea et le tue dans le château, puis jette son corps aux chiens.